# Операція «Шарп ґард»
Операція «Шарп ґард» (англ. Operation Sharp Guard) — кількарічна спільна морська блокада поставок до колишньої Югославії силами НАТО і Західноєвропейського союзу в Адріатичному морі. В пошуку і зупинці суден, що намагалися обійти блокаду, брали участь військові кораблі і морські патрульні літаки з 14 країн. Операція розпочалася 15 червня 1993 року, була призупинена 19 червня 1996 року та припинена 2 жовтня 1996 року.

## Передумови

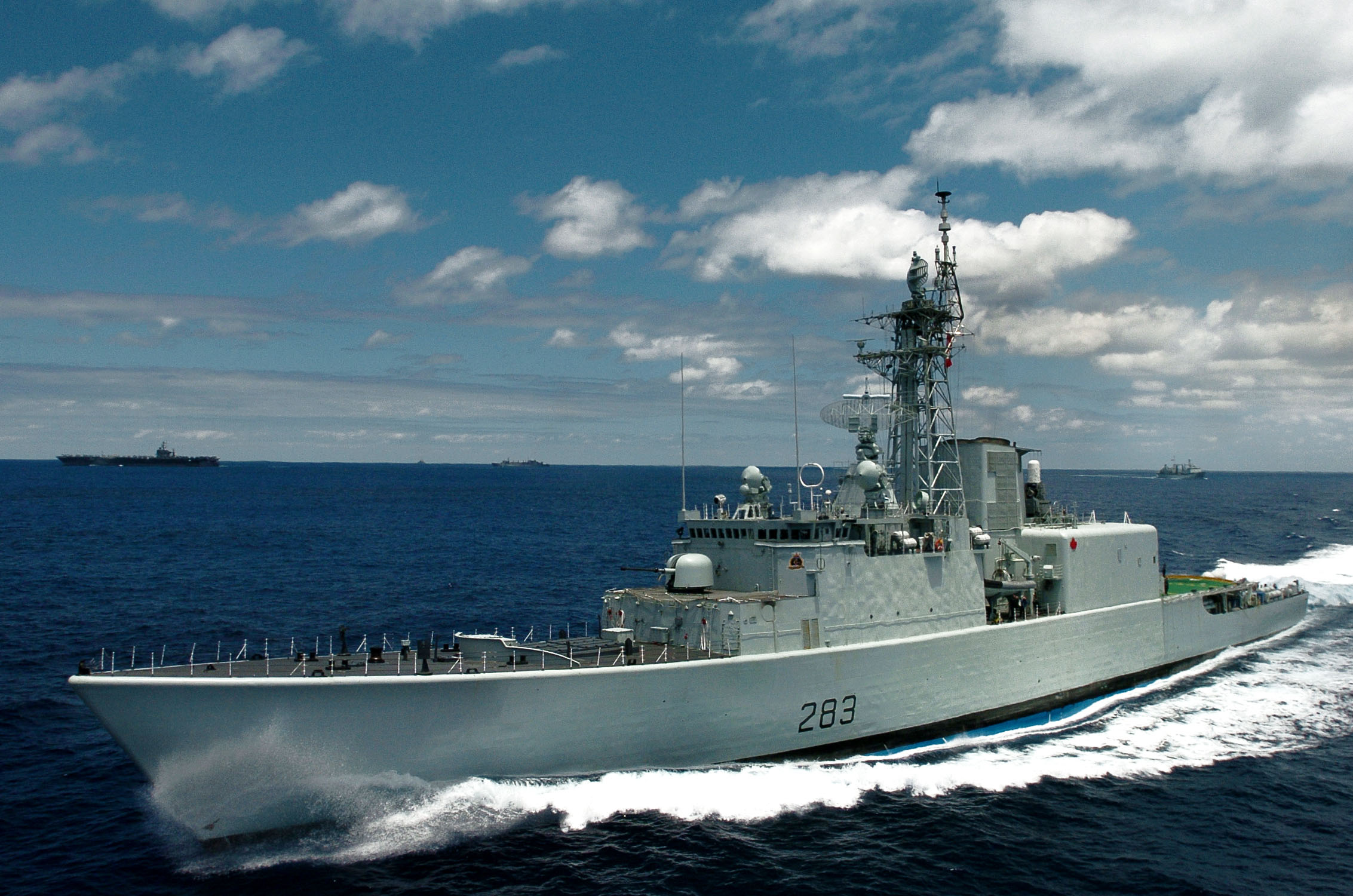
Есмінець HMCS Algonquin

Операція замінила морські блокади, що здійснювались в рамках операцій «Маритайм ґард» (НАТО; розпочата США в листопаді 1992 року) та «Шарп фенс» (ЗЄС). Нова операція об'єднала структуру управління і контролю НАТО та Західноєвропейського союзу з метою уникнути марнотратного дублювання зусиль. Зокрема було створено «Адріатичний військовий комітет», через який ради НАТО і ЗЄС здійснювали спільний контроль. Деякі стверджували, що, незважаючи на номінальне офіційне спільне управління і контроль операцією, насправді саме НАТО проводило операцію.

## Мета
Метою операції було шляхом блокади забезпечити дотримання економічних санкцій та ембарго на поставки зброї і військової техніки до колишньої Союзної Республіки Югославії і конкуруючих сторін в Хорватії та Боснії. В цей час проходили Югославські війни, і організатори блокади сподівалися обмежити бойові дії, обмеживши поставки до їх учасників.

## Блокада
Чотирнадцять країн надали кораблі і патрульні літаки для операції: Бельгія, Велика Британія, Греція, Данія, Іспанія, Італія, Канада, Нідерланди, Німеччина, Норвегія, Португалія, США, Туреччина та Франція. У будь-який момент часу 22 кораблі і 8 літаків підтримували блокаду, з поперемінним чергуванням кораблів 1-ї та 2-ї постійних військово-морських груп НАТО.
Оперативний район був розділений на сектори, за кожен з яких ніс відповідальність один військовий корабель. Екіпаж кожного судна складався зі «сторожевої команди» для висадки і встановлення контролю над цільовим кораблем та «пошукової команди», що вела пошук.
Учасники операції були уповноважені підійматися на борт, перевіряти і арестовувати кораблі та їх вантаж, якщо ті намагалися прорвати блокаду. Об'єднана спеціальна група 440 знаходилась під командуванням італійського адмірала Маріо Анджелі. Це був перший раз з моменту заснування НАТО в 1949 році, коли організація брала участь в бойових операціях.

### Інцидент з Lido II

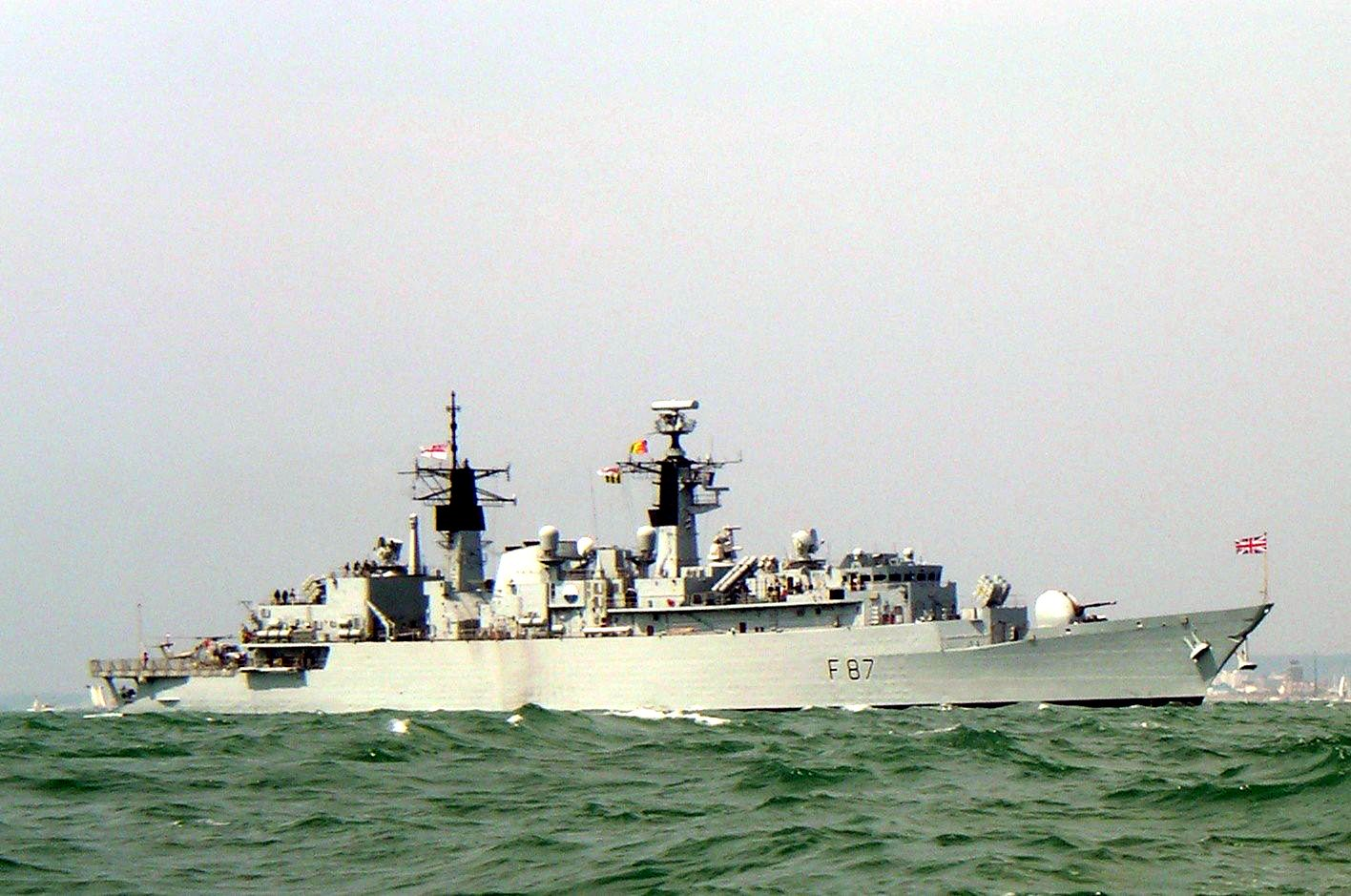
Фрегат HMS Chatham

У квітні 1994 року виникла проблема різних поглядів учасників коаліції на застосування сили, уповноважене правилами ведення бою. Зіткнувшись з мальтійським танкером Lido II, що прямував до чорногорського порту з 45 тисячами тонн мазуту, американський крейсер доповів командуючому НАТО (британському капітану) і отримав дозвіл на використання «стрільби на ураження» (disabling fire) для зупинення танкеру в разі потреби. Він отримав підтвердження від свого командування, що він повинен дотримуватися інструкції британського капітана. Згідно зі стандартами ВМС США, «стрільба на ураження» означає стрільбу по інженерному простору судна з уникненням людських втрат. Американський крейсер збирався передати наказ голландському фрегату HMNLS Van Kinsberger. Однак виявилось, що голландське визначення «стрільби на ураження» передбачає стрільбу по містку корабля з підвищеним ризиком людських втрат.
Корабель зрештою був зупинений без єдиного пострілу та на нього висадився вертоліт з HMNLS Van Kinsberger. Три югославські корвети намагалися протидіяти операції НАТО і один з них спробував протаранити британський фрегат HMS Chatham, який допомагав фрегату Van Kinsberger. Корвети втекли після реакції британського військового корабля, підтриманого італійськими літаками Tornado, які були підняті з авіабази в Джоя-дель-Колле. Lido II довелося пройти ремонт перед тим, як його було відведено до Італії, бо екіпаж умисно пошкодив машинне відділення судна. Теча була зупинена інженерною командою з HMS Chatham. На борту було знайдено сім югославських пасажирів без квитків.

### Статистика
Сили НАТО і Західноєвропейського союзу здійснили контакти з 73 тисячами кораблів, піднялися на борт і оглянули майже 6 тисяч у морі та відвели 1500 підозрілих суден в порти для подальшого огляду. З них близько десятка суден намагалися обійти блокаду, деякі перевозили вогнепальну зброю в порушення резолюцій Ради Безпеки ООН. Відповідно до представників НАТО, жодне судно не змогло успішно прорвати блокаду і ця морська блокада була важливим чинником у запобіганні ескалації конфлікту.

### Зупинення

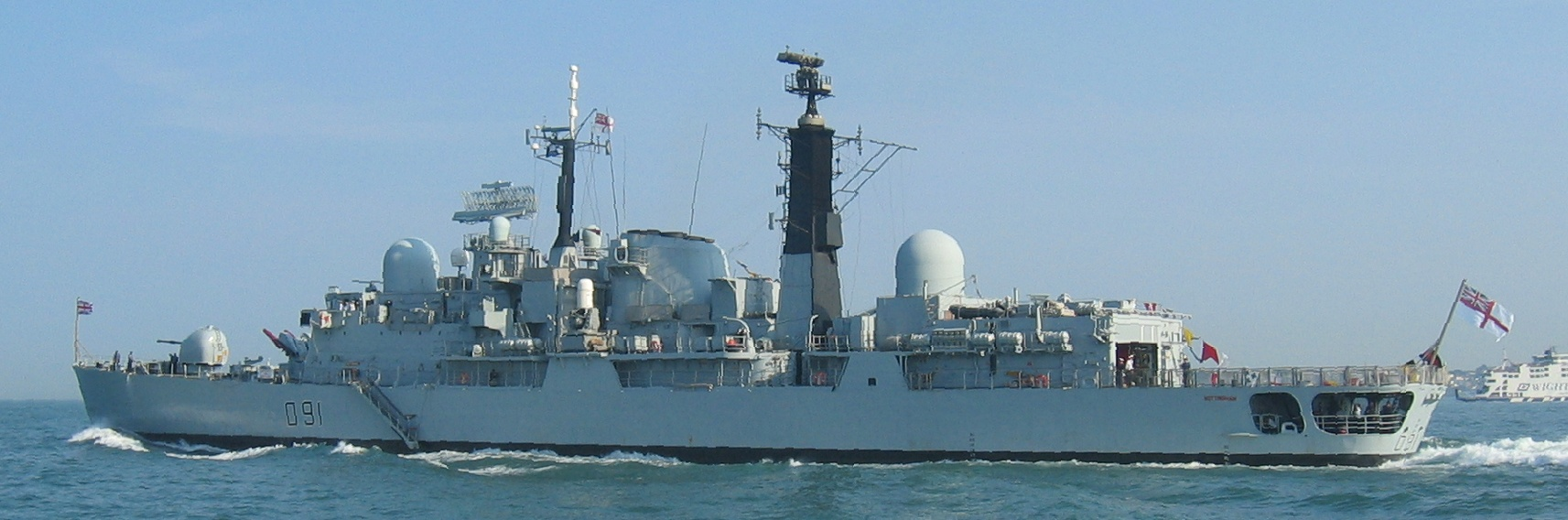
Есмінець HMS Nottingham

Блокада була припинена за рішенням ООН припинити ембарго на поставки зброї, після якого Південне командування НАТО заявило: «Кораблі НАТО і ЗЄС більше не будуть зупиняти, підніматися на борт або відводити кораблі в Адріатичному морі». Газета «Індепендент» попереджала, що «в теорії, тепер може початися масовий приплив зброї в Боснії, Хорватії та Союзній Республіці Югославії (Сербія і Чорногорія), хоча старші військові та дипломатичні джерела […] сказали, що на їх думку це навряд чи».

## Застосовувані резолюції ООН
Блокада проводилась відповідно до численних резолюцій Ради Безпеки ООН: UNSCR 713, UNSCR 757, UNSCR 787, UNSCR 820 та UNSCR 943. Резолюція 787 уповноважувала держави-учасники «використовувати такі заходи … які можуть виявитися необхідними … щоб зупиняти всі морські судна, що проходять в обох напрямках, … для забезпечення суворого дотримання» ембарго на поставки зброї та економічних санкцій проти колишньої Югославії. Протягом операції блокада переглядалась відповідно до резолюцій UNSCR 1021 та UNSCR 1022.

## Залучені кораблі
- ВМС Бельгії:
  - BNS Wandelaar
- Військово-морське командування Канади:
  - HMCS Algonquin[27]
  - HMCS Huron
  - HMCS Iroquois
  - HMCS Preserver
  - HMCS Protecteur
  - HMCS Toronto
- Королівські ВМС Данії:
  - HMDS Niels Juel
- ВМС Франції:[28]
  - FS Commandant Blaison
  - FS Jean Bart
  - FS La Fayette
  - FS Quartier Maitre Anquetil
- ВМС Німеччини:
  - FGS Emden
  - FGS Rheinland-Pfalz
  - FGS Niedersachsen (FFG 208)
- ВМС Греції:
  - HS Elli
  - HS Hydra
  - HS Themistokles
  - колишній HS Thraki
- ВМС Італії:
  - ITS Euro
  - ITS Fenice
  - ITS Libeccio
  - ITS Luigi Durand de la Penne
  - ITS Lupo
- Королівські ВМС Нідерландів:[28]
  - HNLMS Jacob van Heemskerk
  - HNLMS Jan van Brakel
  - HNLMS Karel Doorman
  - HNLMS Pieter Florisz
  - HNLMS Van Kinsbergen
- ВМС Португалії:
  - NRP Vasco da Gama
- ВМС Іспанії:
  - SPS Asturias
  - SPS Extremadura
  - SPS Numancia
  - SPS Reina Sofia[28]
- ВМС Туреччини:
  - TCG Ege
  - TGC Kocatepe[28]
- Королівський ВМФ Великої Британії:[2]
  - HMS Battleaxe
  - HMS Campbeltown
  - HMS Chatham
  - HMS Glasgow
  - HMS Nottingham
  - HMS Beaver
  - RFA Orangeleaf
- ВМС США:
  - USS America
  - USS Anzio
  - «Артур В.Редфорд»[29]
  - USS Bainbridge
  - USS Boone
  - USS Boston
  - USS Cape St. George
  - «Комте де Грасс»
  - «Коннолі»[30]
  - USS Dale
  - «Дейо»
  - USS Dwight D. Eisenhower
  - USS Edenton
  - USS Elrod
  - USS John Rodgers
  - |USS Josephus Daniels
  - USS Kidd
  - USS Mitscher
  - USS Monterrey
  - USS Nassau
  - USS Nicholas
  - USS Normandy[13]
  - USS Samuel B Roberts[28]
  - USS Scott[31]
  - USS Simpson
  - USS South Carolina
  - USS Theodore Roosevelt
  - USS Thorn
  - USS Vicksburg